# 8,8 cm KwK 36
El KwK 36 L/56 o (Kampfwagenkanone 36 L/56) era un cañón de 88 mm activado por electricidad que fue usado por el Heer, durante la Segunda Guerra Mundial. Este fue el armamento principal del Tiger I. Fue desarrollado y fabricado por la firma Krupp.
Suele decirse que este cañón fue desarrollado a partir del antiaéreo FlaK 36. Aunque existían similitudes entre ambos diseños, es preferible considerarlos diseños paralelos. El KwK 36 podía disparar la misma munición que el FlaK 18 y 36. La diferencia principal es que los fulminantes de los FlaK eran a percusión, mientras que en el KwK 36 eran eléctricos. La balística era también la misma, y ambos cañones tenían una longitud de 56 calibres (es decir, un largo 56 veces el diámetro de la boca). El KwK se construyó siguiendo un diseño muy similar al de los cañones de 75 y 50 mm que ya se usaban en otros tanques alemanes, pero con una estructura considerablemente mayor. La recámara era de sección rectangular y de 320 mm de lado. El bloque de la recámara era de operación semiautomática, lo que significa que una vez disparado, el cartucho vacío era instantáneamente eyectado y dejaba la abertura lista para la introducción de otro proyectil.
Se considera a esta arma una de las más efectivas y temidas de su época. Era también muy preciso y tenía una trayectoria de tiro relativamente plana, permitiendo al operador hacer blanco sobre su objetivo aún habiendo estimado la distancia incorrectamente. En pruebas con ejemplares capturados, un artillero británico logró acertar cinco veces consecutivas a un objetivo de 41 x 46 cm colocado a distancia de 1097 metros.

## Munición

### Pzgr. 39

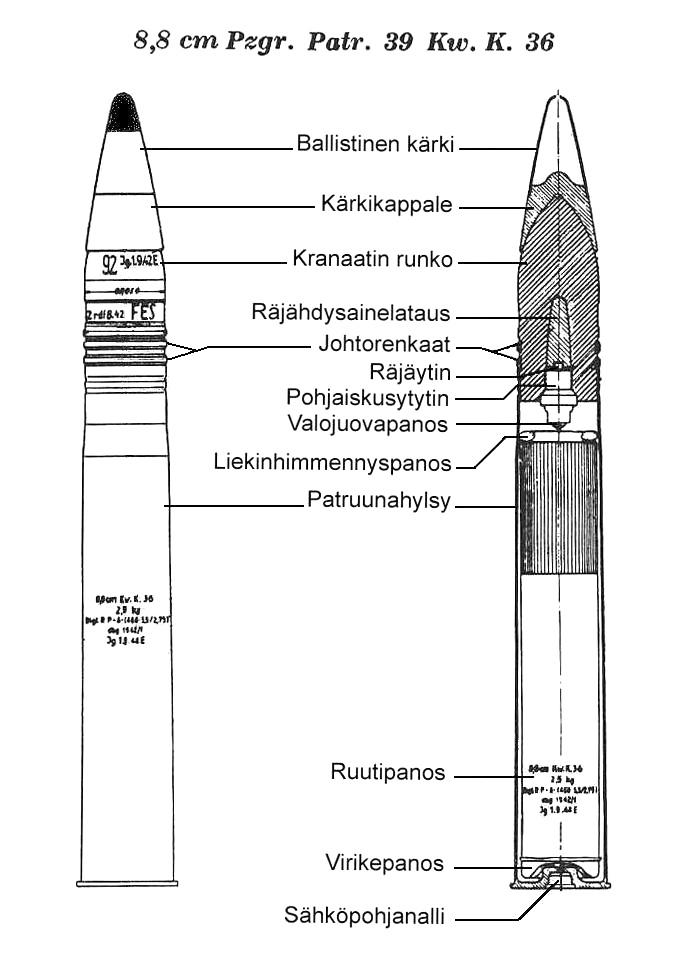
Munición Pzgr. Patr. 39

Munición antiblindaje con cubierta balística, carga explosiva y trazadora.
- Peso del proyectil: 10,2 kg
- Velocidad inicial: 773 m/s
- Carga explosiva 0,059 kg

Cifras de perforación contra una plancha de blindaje a 30º de la horizontal
|           |             | Probabilidad de impacto contra un blanco de 2,5 x 2 m | Probabilidad de impacto contra un blanco de 2,5 x 2 m |
| Distancia | Perforación | en entrenamiento                                      | en combate                                            |
| --------- | ----------- | ----------------------------------------------------- | ----------------------------------------------------- |
| 100 m     | 164 mm      | 100 %                                                 | 100 %                                                 |
| 500 m     | 156 mm      | 100 %                                                 | 100 %                                                 |
| 1000 m    | 137 mm      | 100 %                                                 | 93 %                                                  |
| 1500 m    | 121 mm      | 98 %                                                  | 74 %                                                  |
| 2000 m    | 91 mm       | 87 %                                                  | 50 %                                                  |
| 2500 m    | ?           | 71 %                                                  | 31 %                                                  |
| 3000 m    | ?           | 53 %                                                  | 19 %                                                  |

### Pzgr. 40 (APCR)
Munición antiblindaje con núcleo rígido subcalibrado de tungsteno.
- Peso del proyectil: 7,3 kg
- Velocidad inicial: 930 m/s

Cifras de perforación contra una plancha de blindaje a 30º de la horizontal
|           |             | Probabilidad de impacto contra un blanco de 2,5 x 2 m | Probabilidad de impacto contra un blanco de 2,5 x 2 m |
| Distancia | Perforación | en entrenamiento                                      | en combate                                            |
| --------- | ----------- | ----------------------------------------------------- | ----------------------------------------------------- |
| 100 m     | 171 mm      | 100 %                                                 | 100 %                                                 |
| 500 m     | 156 mm      | 100 %                                                 | 100 %                                                 |
| 1000 m    | 138 mm      | 100 %                                                 | 93 %                                                  |
| 1500 m    | 123 mm      | 97 %                                                  | 74 %                                                  |
| 2000 m    | 110 mm      | 89 %                                                  | 47 %                                                  |
| 2500 m    | ?           | 78 %                                                  | 34 %                                                  |
| 3000 m    | ?           | 66 %                                                  | 25 %                                                  |

### Gr. 39
Munición de alto poder explosivo antitanque.
- Peso del proyectil: 7,65 kg
- Velocidad inicial: 600 m/s

Cifras de perforación contra una plancha de blindaje a 30º de la horizontal
|           |             | Probabilidad de impacto contra un blanco de 2,5 x 2 m | Probabilidad de impacto contra un blanco de 2,5 x 2 m |
| Distancia | Perforación | en entrenamiento                                      | en combate                                            |
| --------- | ----------- | ----------------------------------------------------- | ----------------------------------------------------- |
| 100 m     | 90 mm       | 100 %                                                 | 100 %                                                 |
| 500 m     | 90 mm       | 100 %                                                 | 98 %                                                  |
| 1000 m    | 90 mm       | 94 %                                                  | 62 %                                                  |
| 1500 m    | 90 mm       | 72 %                                                  | 34 %                                                  |
| 2000 m    | 90 mm       | 52 %                                                  | 20 %                                                  |
| 2500 m    | 90 mm       | ?                                                     | ?                                                     |
| 3000 m    | 90 mm       | ?                                                     | ?                                                     |